# Paul von Salisch
Paul von Salisch (* 2. Juni 1826 in Jeschütz, Schlesien; † 20. Mai 1883) war ein preußischer Gutsbesitzer und Politiker. Er war Gutsbesitzer auf Ober-Kehle und Nieder-Kehle im Landkreis Trebnitz, Jeschütz und Kadlau.

## Herkunft
Seine Eltern waren Rudolf Georg Gustav von Salisch (* 13. Juni 1797; † 28. Februar 1861) und dessen erste Ehefrau Charlotte August von Köckeritz (* 10. Juli 1801; † 7. Dezember 1841). Nach dem Tod seiner Mutter heiratete sein Vater 1845 Johanna von Rehdinger (* 2. August 1811; † 26. März 1873). Sein Bruder Arthur (1829–1885) war ebenfalls Parlamentarier, sein Halbbruder Karl Wilhelm Rudolph Heinrich (1846–1920) war ein berühmter Forstmann.

## Leben
Salisch schlug eine Verwaltungslaufbahn ein und war zunächst Referent in der Bezirksregierung Breslau, seit 1854 in Magdeburg. Von 1855 bis zu seinem Tode war er Landrat des Kreises Trebnitz. Seit 1866, ebenfalls bis zu seinem Tod, war er Mitglied des Preußischen Herrenhauses auf Präsentation des Verbandes des Alten und Befestigten Grundbesitzes im Landschaftsbezirk Fürstentum Oels.